# Talala
Talala est une ville de l'Oklahoma, aux États-Unis. Sa population est de 273 personnes en 2010.